# Relations entre le Kenya et le Royaume-Uni
Les relations entre le Kenya et le Royaume-Uni font référence aux relations diplomatiques entre la république du Kenya et le Royaume-Uni. Les deux pays sont membres des Nations unies et du Commonwealth. Les deux États entretenaient une étroite coopération depuis l'indépendance du Kenya, dans les domaines économique, commercial et militaire.

## Chronologie des relations

### Période coloniale
A la fin du 19e siècle, le Kenya, les Britanniques établissent une zone d'influence sur l'actuel territoire du Kenya, désigné comme « Afrique orientale britannique ». Dans les années 1950, la révolte des Mau Mau éclate contre l'Empire britannique, dont la répression par les colons fait entre 10 000 et 25 000 morts,. Le mouvement n'est ni structuré, ni organisé, mais il permet la diffusion d'idées nationalistes dans la population kényane et des réformes qui mènent à l'indépendance du pays.
En mars 1962, lors de la conférence de Londres sur l'avenir du Kenya, les Britanniques se concertent avec des représentants des différents tribus du Kenya, avec pour objectif d'accorder une autonomie suivie de l’indépendance de la colonie tout en préservant la cohésion entre les populations qui y vivent.

### Depuis l'indépendance du Kenya
L'indépendance du Kenya est proclamée le 12 décembre 1963, suivie du période de transition d'un an durant laquelle le Kenya est une monarchie constitutionnelle dirigée par la reine Élisabeth II.
En juin 2013, la Grande-Bretagne accepte d’indemniser plusieurs milliers de victimes de la répression de l'insurrection Mau-Mau, qui s'était soulevée contre le régime colonial.
En 2015, le Royaume-Uni reconnait les exactions commises lors de cette révolte et finance la construction d'un mémorial en mémoire de des insurgés à Nairobi.

## Domaines de coopération

### Coopération militaire
Les deux États entretiennent une coopération forte sur le plan militaire. Depuis plus de 70 ans, une partie du Kenya est utilisé comme camp d'entrainement par l'armée britannique, qui y mène des exercices à grande échelle lors desquels l'infanterie, l'artillerie, le génie, les renseignements et la surveillance sont testés ensemble.

### Coopération économique
Depuis son indépendance, le Kenya est membre du Commonwealth. 
Le Royaume-Uni, l'un des premiers partenaires commerciaux du Kenya, est le troisième importateur du thé kényan, qui en a produit 493 millions de kilos en 2018, dont 95 % vendus à l’étranger. La culture du thé au Kenya a été introduite par le Royaume-Uni, ex-puissance coloniale ayant introduit la culture du thé au Kenya.
Les touristes anglais sont parmi les premiers à visiter le Kenya.